# 紹什塔尼
紹什塔尼（斯洛維尼亞語： 發音：[ˈʃoːʃtan] ⓘ），是斯洛維尼亞北部紹什塔尼市鎮的城鎮及行政中心。當地是下施蒂里亞傳統地區的一部分，現在包含在薩維尼亞統計區中。

## 發電廠
紹什塔尼發電廠於1956年開始發電。該廠部分由歐洲復興開發銀行和歐洲投資銀行贊助，爭議很大。

## 教堂
鎮上的堂區教堂是獻給天使長米迦勒，屬於天主教采列教區。鎮上的第二座教堂建於1776年，位於13世紀前身的遺址上，供奉聖赫馬戈拉斯和福圖納圖斯。

## 外部連結
- Šoštanj at Geopedia （页面存档备份，存于）
- Portal Šoštanj.info （页面存档备份，存于）
- Šoštanj municipal site （页面存档备份，存于）